# (33364) 1999 BX5
1999 BX5 (asteroide 33364) é um asteroide da cintura principal. Possui uma excentricidade de 0.06975580 e uma inclinação de 6.50538º.
Este asteroide foi descoberto no dia 20 de janeiro de 1999 por Korado Korlević em Visnjan.